# Pane esseno

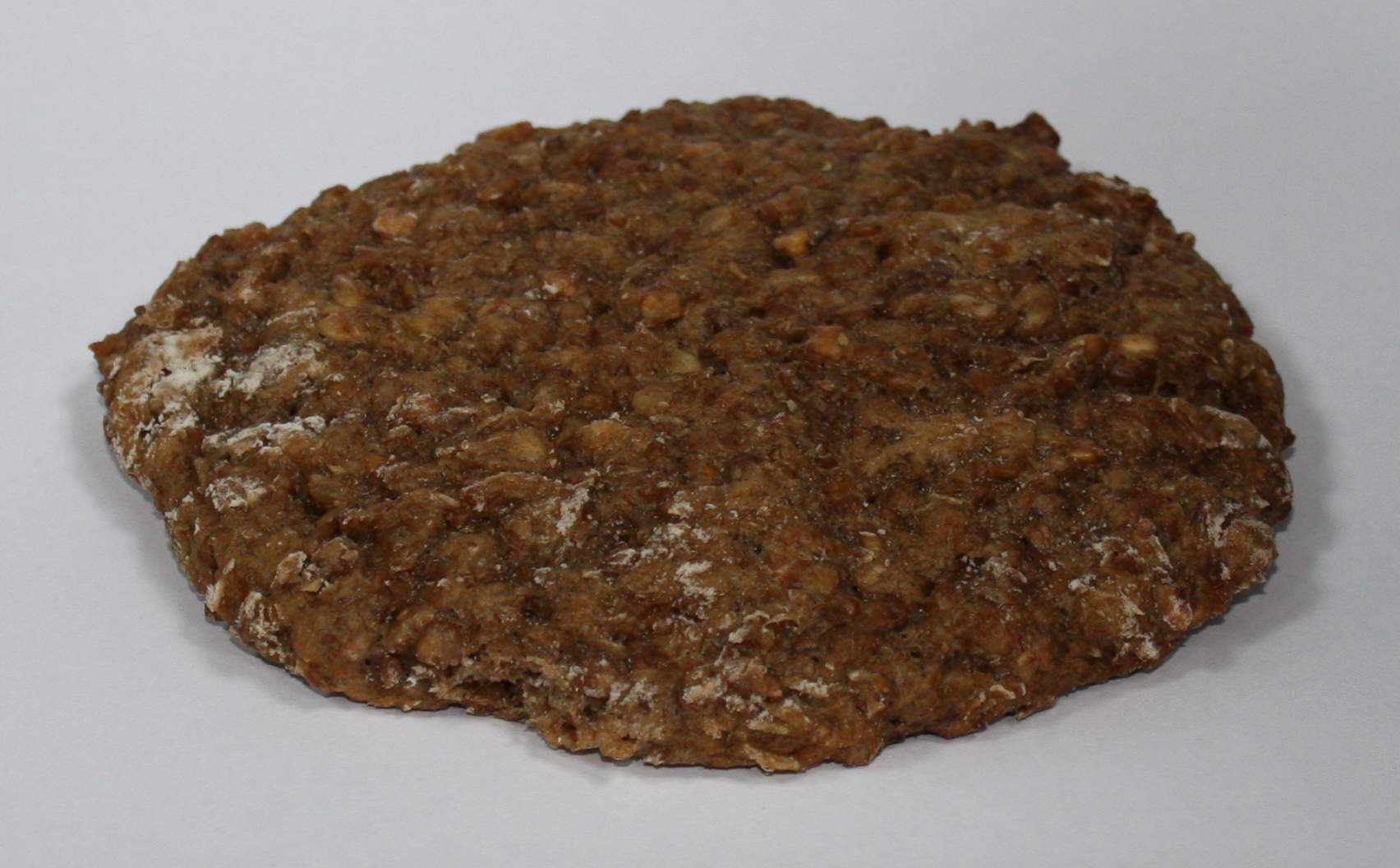
Galletta di pane esseno

Il pane esseno è un tradizionale tipo di pane crudo, a base di germogli, preparato per essiccazione e tipico della cucina dei seguaci della setta ebraica precristiana degli Esseni.

## Preparazione, salute e filosofia
A differenza del normale pane, questo non viene cotto per preservarne tutte le sostanze nutritive e, secondo gli esseni, per non distruggere "la vita" che risiede nel cibo; il grano o un altro cereale viene fatto germogliare per trasformare gli amidi contenuti nei semi in zuccheri semplici e digeribili, si riducono in poltiglia i germogli ottenuti e tale impasto viene steso a formare delle gallette da essiccare al sole; i tempi per questa preparazione sono piuttosto lunghi dato che sono richiesti alcuni giorni per far germogliare i cereali ed altri per l'essiccazione finale.

## Pane esseno oggi
Grazie alla diffusione di robot da cucina ed essiccatori elettrici (che non devono superare i 50 gradi per mantenere crudo l'impasto) è stato possibile ridurre notevolmente la difficoltà per la preparazione di questo pane che quindi è stato recentemente riscoperto nelle preparazioni casalinghe.